# 熊野 (重巡洋艦)
熊野（くまの）は、大日本帝国海軍の重巡洋艦。最上型の4番艦。15.5cm砲搭載の二等巡洋艦（軽巡洋艦）として建造され、後に主砲を20cm砲に換装し重巡洋艦となった。一方、日本海軍の書類上の分類は戦没まで二等巡洋艦（軽巡洋艦）だった。

## 艦名
重巡洋艦『熊野』の艦名は奈良県、和歌山県、三重県を流れる熊野川から因んで命名された。大日本帝国海軍（以下日本海軍）軍艦としての『熊野』は、明治時代の水雷母艦熊野丸、大正3年に日本郵船から購入した水雷母艦熊野丸に使用されている。またロシア帝国のバヤーン級装甲巡洋艦1番艦「バヤーン」を日本海軍が鹵獲・編入時の候補艦名でもあった（実際は一等巡洋艦阿蘇と命名）。
重巡洋艦熊野の艦内神社は熊野坐神社(現・熊野本宮大社)。本艦建造時、熊野坐神社本殿を模した艦内神社が寄贈されたという。毎月1日には熊野神社例祭が行われていた。

## 艦型
日本海軍は艦齢を重ねた旧式艦の代艦を建造することになり、軽巡の場合は最初に4隻（龍田、天龍、球磨、多摩）を以下4隻（最上、鈴谷、三隈、熊野）と置換することにした。建造中、第四艦隊事件により最上型の船体強度に問題があることが判明したため、船体線図が改正され1番艦（最上）、2番艦（三隈）とは船体形状に違いがあり、鈴谷型（鈴谷・熊野）と分類されることもある。ただし日本海軍の分類は4隻とも最上型二等巡洋艦である。またボイラーは先行2隻（最上、三隈）の重油専焼罐大型8基小型2基・計10基から、重油専焼罐大型8基に変更されている。そのため、第3砲塔と艦橋構造物との間の大型吸気トランクがなく、一番煙突の太さもボイラー数の減少の分だけ径が細くなっている。

## 艦歴

### 建造から太平洋戦争開戦まで

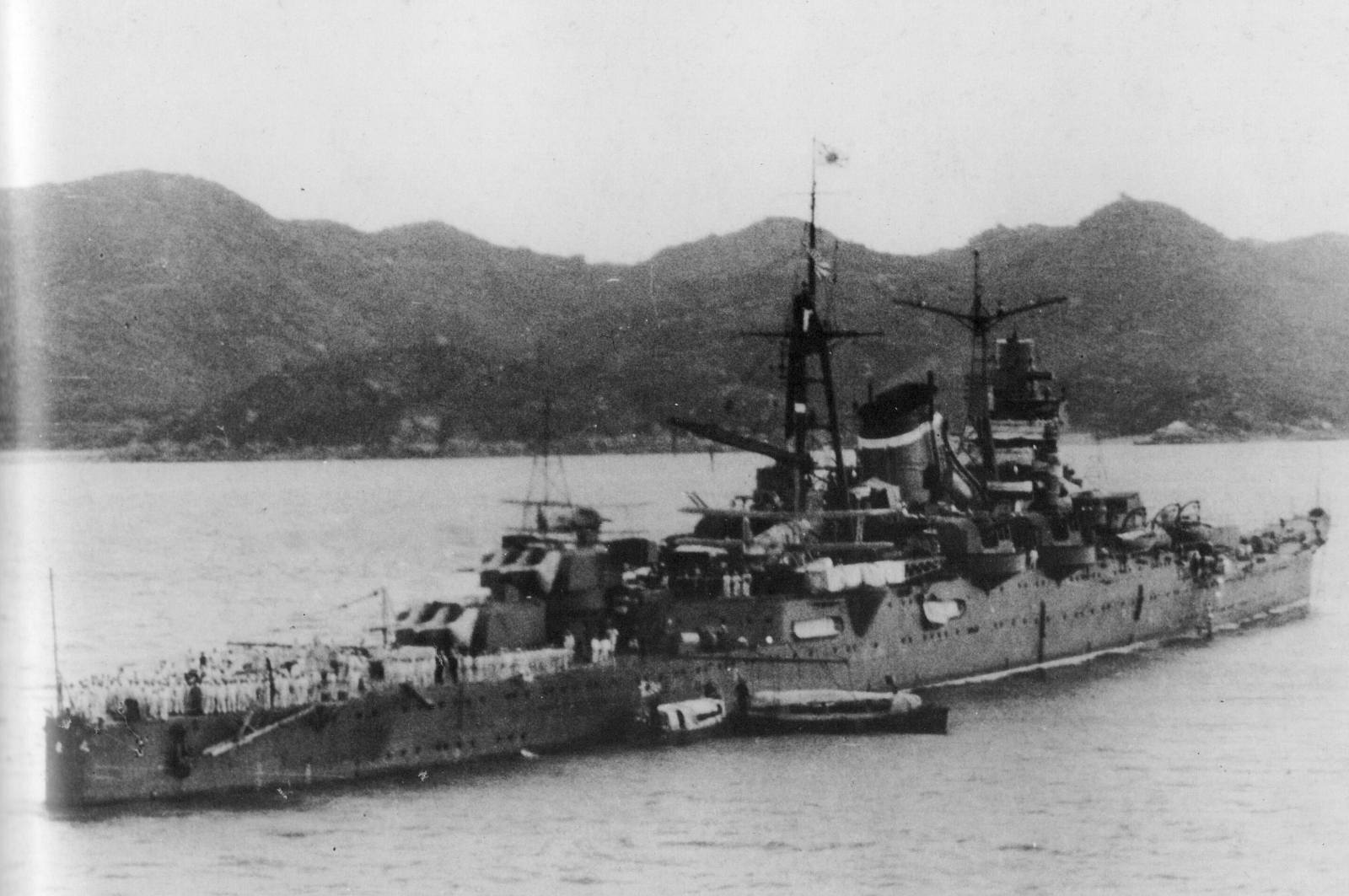
改装前の熊野

仮称艦名、第4号中型巡洋艦。1934年（昭和9年）3月10日、日本海軍は建造予定の二等巡洋艦を『熊野』と命名し、艦艇類別等級表に類別された。4月5日、川崎重工業神戸造船所にて起工。
1936年（昭和11年）10月15日、伏見宮博恭王、永野修身海軍大臣列席のもとに進水。呉海軍工廠で製造された熊野用15.5cm三連装砲塔5基は、給油艦知床が呉から神戸へ輸送した。
12月7日、神戸川崎造船所に熊野艤装員事務所が設置された。
1937年（昭和12年）7月上旬、熊野は神戸川崎造船所から呉海軍工廠へ移動、艤装員事務所も移転した。8月8日、熊野艤装員事務所を神戸川崎造船所に戻す。9月下旬から10月上旬にかけて、艤装員事務所を呉海軍工廠に移転。10月9日、艤装員事務所を神戸に戻す。10月31日就役。その姿は一般にも公開された。同型艦の鈴谷と同日の竣工だった。
1937年（昭和12年）12月1日、最上型巡洋艦4隻（最上、三隈、鈴谷、熊野）で第七戦隊が編制され、熊野は旗艦となった。12月6日、将旗を本艦に掲げた。

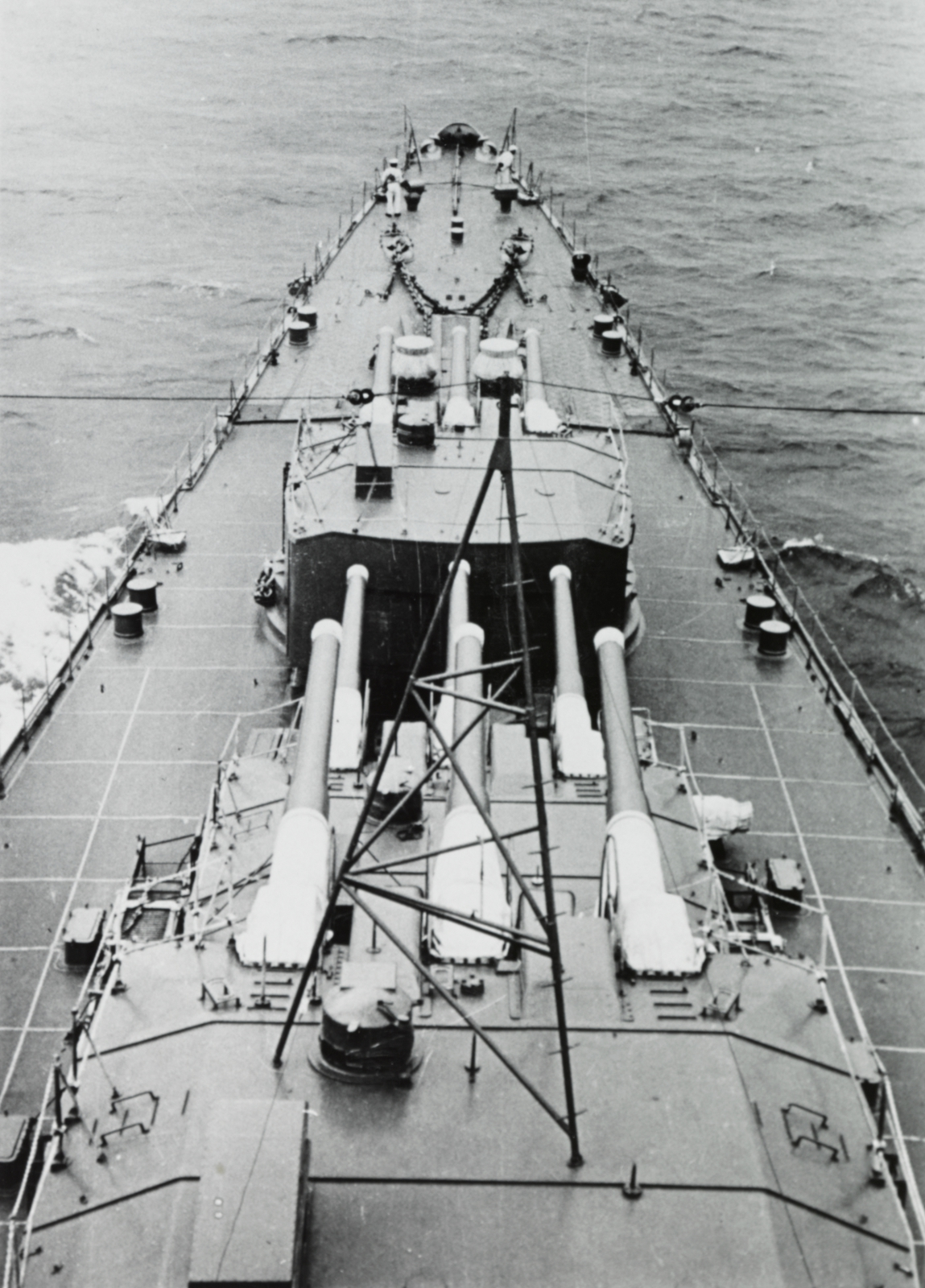
軽巡時代の艦首主砲（1939年）

1939年（昭和14年）5月20日に予備艦に指定され、15.5cm3連装主砲を20.3cm連装砲塔に換装する工事が行われた。11月15日に第七戦隊が再編され、熊野は再び旗艦になった。
1940年（昭和15年）10月11日、第七戦隊と第八戦隊の重巡5隻（熊野、鈴谷、最上、利根、筑摩）は紀元二千六百年特別観艦式に参加した。第七戦隊は司令官栗田健男少将、第一小隊に熊野、鈴谷、第二小隊に三隈、最上の編制で1941年（昭和16年）12月の太平洋戦争の開戦を迎えた。

### 太平洋戦争序盤
第七戦隊は開戦後、マレー上陸作戦に参加する。蘭印作戦中に生起した1942年（昭和17年）3月1日のバタビア沖海戦には、第2小隊のみ参加する。本海戦直前、連合軍艦隊との決戦をのぞむ第五水雷戦隊司令官原顕三郎少将と、敵艦隊と距離をとろうとする栗田少将は一日近く電文の応酬をくりひろげた。みかねた連合艦隊司令部が『バタビヤ方面ノ敵情ニ鑑ミ第七戦隊司令官当該方面ノ諸部隊ヲ統一指揮スルヲ適当ト認ム』と発令し、仲裁に入る一幕もあったほどである。栗田少将の行動について小島秀雄（海軍少将）は『あとで第七戦隊の先任参謀に、（バタビア沖海戦時）いったいどこにおったんだと聞いた。先任参謀いわく、軍令部に、第七戦隊を大事にしてくださいと言われたというんだ。大事にしてくださいと言われて、後におるやつがあるものか』と批評している。
4月1日より、第七戦隊はインド洋作戦の一環として通商破壊作戦に従事。第七戦隊は栗田少将直率の北方部隊（熊野、鈴谷、駆逐艦白雲）、三隈艦長指揮の南方部隊（三隈、最上、駆逐艦天霧）に分割されてベンガル湾で活動し、小沢治三郎中将直率の中央隊（鳥海、由良、龍驤、夕霧、朝霧）と共に商船多数を撃沈した。4月22日、第七戦隊は第19駆逐隊（綾波、敷波、磯波、浦波）と共に内地へ帰投した。
5月1日、栗田少将（第七戦隊司令官）は海軍中将に昇進。
日本帰還後、第七戦隊はミッドウェー作戦に向けて準備を行う。第七戦隊（熊野、鈴谷、三隈、最上）は第8駆逐隊（荒潮、朝潮）及び日栄丸を指揮下に入れ、護衛隊支援を任ぜられた。5月22日から6月22日にかけてミッドウェー作戦に参加する。
6月5日、日本海軍は主力空母4隻（赤城、加賀、蒼龍、飛龍）を喪失した。残存するアメリカ軍機動部隊とミッドウェー島基地航空隊の挟撃を避けるため、山本五十六連合艦隊司令長官および攻略部隊指揮官近藤信竹第二艦隊司令長官は、第七戦隊にミッドウェー島飛行場の艦砲射撃を命じる。近藤長官は第七戦隊がミッドウェー島に一番近い位置にいると思っていたが、第七戦隊は長官の予想より80浬後方にいた。第七戦隊は35ノットで9時間も突進したため、第8駆逐隊（朝潮、荒潮）は落伍してしまう。だがミッドウェー島飛行場砲撃2時間前（同島より西方90浬地点）に作戦中止命令がだされ、第七戦隊は反転した。
この作戦過程で、浮上中のアメリカの潜水艦タンバーを回避しようとした単縦陣先頭艦（旗艦熊野）の航海信号が、後続艦（鈴谷、三隈、最上）に誤って伝達された。結果、七戦隊3番艦（三隈）と4番艦（最上）が衝突。栗田司令官は損傷の大きい最上に三隈、荒潮、朝潮の護衛をつけ、熊野と鈴谷を率いて主力部隊との合流を急いだものの、そのまま所在不明となった。6月6日から6月7日にかけて、最上以下4隻はアメリカ軍の航空攻撃を受け三隈が沈没した。この間、栗田及び第1小隊（熊野、鈴谷）はミッドウェー基地空襲圏外にでるため西方に向けて航行しており（連合艦隊司令部の命令も無視）、6月7日になって近藤信竹攻略部隊指揮官より三隈・最上救援作戦に呼応するよう命じられて、やっと自隊の位置を報告した。戦後、栗田は「そんな情況だったのには気付かなかった」、田中艦長は「(栗田は主力艦隊と)合同すれば、第2小隊(三隈、最上)救援を命ぜられる事を懸念したからだ」と答えている。
6月8日午前4時頃、攻略部隊は損傷した最上と朝潮、荒潮と合流した。行方不明の熊野、鈴谷が『まったく思いがけなく反対側の西方』から出現し、攻略部隊に合同した。本海戦における栗田中将の行動や指揮に対し、日本海軍は特に問題視しなかった。一方、鈴谷艦長木村昌福大佐は栗田（熊野座乗）の行動について、珍しく批判的なメモを残した。また当時の鈴谷運用長前田一郎少佐は、「鈴谷は熊野と分離して単艦で三隈・最上救援にむかった」と回想しているが、確実な証拠はない。
同日、第18駆逐隊（不知火、霞、陽炎、霰）は、第七戦隊の指揮下に入る。6月14日から17日までトラック泊地所在。6月23日、熊野、鈴谷と第18駆逐隊は呉に到着した。
大破した最上は修理と改修のため8月25日に第七戦隊から外れた。

### ガダルカナル島の戦い
1942年（昭和17年）6月25日、第七戦隊司令官は西村祥治少将に交代。瀬戸内海で鈴谷と共にインド洋での通商破壊作戦（B作戦）に向けた作戦準備を行った。
7月17日、第七戦隊（熊野、鈴谷）、第2駆逐隊（村雨、春雨、五月雨、夕立）、第15駆逐隊（親潮、早潮、黒潮）等と共にマレー半島のメルギーに向かった。
同部隊はB作戦機動部隊指揮官原顕三郎少将指揮のもと、中央隊（司令官原少将、十六戦隊、第11駆逐隊）、北方隊（第三水雷戦隊、第11駆逐隊）、南方隊に別れ、熊野以下七戦隊・2駆・15駆は南方隊に所属していた。
B作戦実施前の8月7日、アメリカ軍はガダルカナル島とフロリダ諸島（ツラギ島）に上陸を開始し、ガダルカナル島の戦いが始まる。メルギー待機中のB作戦参加各隊は、通商破壊作戦を中止してトラック泊地へ向かう。
その途中の8月14日、給油のため立ち寄ったバリクパパンで海図の不備により座礁。復水器の冷却海水ポンプに泥を吸い込み使用不能となるという事態が発生したが復旧に成功し、8月16日に出港できた。
第七戦隊は8月22日に南雲忠一中将率いる第三艦隊と合流した。機動部隊における第七戦隊の役割は、第十一戦隊（戦艦《比叡、霧島》）や第八戦隊（利根、筑摩）等と共に前衛部隊としてアメリカ軍の攻撃を通報・吸収する役目だった。田中（熊野艦長）は「駆逐艦兼おとり」と表現している。8月24日の第二次ソロモン海戦ではB-17爆撃機と交戦し、戦果も被害もなかった。
9月、ソロモン諸島で適宜行動。
10月11日、機動部隊前衛はトラック泊地を出撃。
10月13日、熊野で機関故障が続出したため18日附で第七戦隊旗艦は鈴谷に変更される。20日、本艦は機動部隊前衛から機動部隊本隊に編入され、熊野水偵3機（搭乗員含む）は前衛（第八戦隊《利根、筑摩》、霧島）等に派遣された。
10月26日の南太平洋海戦における熊野は護衛部隊（熊野、照月、浜風、嵐、舞風、雪風、時津風、初風、天津風）を編成し、第一航空戦隊空母3隻（翔鶴、瑞鶴、瑞鳳）と共にアメリカ軍機と交戦した。この戦闘で熊野はSBDドーントレス急降下爆撃機の空襲により至近弾を受ける。10月30日、トラック泊地に帰投。
11月2日、損傷した軍艦4隻（空母2隻《翔鶴、瑞鳳》、重巡《筑摩、熊野》）は駆逐艦部隊（第4駆逐隊《嵐、野分、舞風》、第17駆逐隊《谷風、浦風、浜風、磯風》、第10駆逐隊《秋雲》、第61駆逐隊《秋月》）に護衛され、日本本土へ向った。
11月7日、回航部隊のうち4隻（重巡《熊野、筑摩》、第17駆逐隊第1小隊《浦風、谷風》）は呉に到着。まもなく瑞鶴と第16駆逐隊（初風、時津風）も呉に到着し、熊野ふくめ各艦は修理に従事した。
11月下旬から12月上旬にかけて、「熊野」は第六十五旅団のマニラからラバウルへの輸送（夏輸送）に従事した。この輸送の当初の参加艦は軽巡洋艦「北上」、「大井」、「名取」、「球磨」であったが、ポートダーウィンにおける敵の動向を受けて南西方面艦隊からの派遣艦が2隻から1隻となり、抜けた「名取」の代わりとして「熊野」と駆逐艦「谷風」が参加することになった。
11月20日に修理を終えて11月22日に呉を出港していた「熊野」は命令を受けてマニラへ向かい、11月27日に到着した（「谷風」も呉から同行したものと思われる）。「熊野」は人員885名と物件50トンをのせ、「谷風」とともに11月28日にマニラを出港して12月4日にラバウルに着いた。この航海中、「熊野」は鯨と衝突した。
12月4日日附で熊野と谷風は外南洋部隊（指揮官三川軍一第八艦隊司令長官）に編入された。さらに、熊野は外南洋支援部隊に復帰した。
それまで支隊と行動を共にしていた重巡摩耶、駆逐艦春雨をトラックに帰投させた後の12月6日、熊野は第七戦隊旗艦に復帰した。
その後、第七戦隊（熊野、鈴谷）は駆逐艦望月等と共にソロモン諸島での輸送任務や支援行動、ニューアイルランド島のカビエン周辺警戒任務に従事した。また重巡3隻（鳥海、熊野、鈴谷）の水上偵察機がR方面航空部隊に編入され、駆逐艦部隊の上空警戒やガ島基地夜間爆撃に従事した。
1943年（昭和18年）1月4日、鈴谷が整備修理のためカビエンを出発した（1月12日、内地着）。1月下旬、日本軍はガダルカナル島撤退作戦（ケ号作戦）を発動。同時期、第七戦隊と共にカビエンで待機していた重巡鳥海が正式に外南洋部隊支援隊に編入される。1月27日にも軽巡川内（第三水雷戦隊）が同地に到着したので、支援部隊指揮官西村祥治少将は所在先任指揮官として、3隻（熊野、鳥海、川内）を指揮下においた。
2月上旬、カビエンで待機。2月9日附で機動部隊への復帰を下令され、4隻（重巡2隻《熊野、鳥海》、第17駆逐隊《谷風、浦風》）は2月11日にカビエンを出発、13日トラック泊地到着。トラック着と共に鈴谷と合流し、3隻（鳥海、谷風、浦風）は西村少将の指揮下を離れた。
3月中はトラック泊地で待機。3月22日、熊野機関に故障が発生、西村司令官は旗艦を鈴谷に変更した。24日、鈴谷、熊野、浦風はトラック泊地を出発し、駆逐艦天津風が途中まで護衛した。豊後水道で駆逐艦萩風と合流し、4隻で29日に呉へ到着した。
4月、熊野は呉で待機した。

### ソロモン諸島の戦い
第七戦隊が呉で整備待機中の1943年（昭和18年）5月12日、アメリカ軍は北方方面で反攻作戦を実施、アッツ島に上陸を開始した（アッツ島の戦い）。5月17日、第七戦隊に最上（航空巡洋艦）が復帰した。アリューシャン方面の戦いに備えて作戦準備を行うが、アッツ島守備隊が5月29日に全滅し、第七戦隊は内海西部へ戻った。
6月15日附で第七戦隊は前進部隊に編入され、第三戦隊司令官栗田健男中将の指揮下、第三戦隊（金剛、榛名）、空母3隻（龍鳳、大鷹、沖鷹）、軽巡五十鈴、駆逐艦部隊（第7駆逐隊《潮、曙、漣》、雪風、第17駆逐隊《浜風、谷風》、第27駆逐隊《時雨、有明、夕暮》、涼風、新月、清波）と共に横須賀を出港、21日トラック泊地に到着した。
6月23日、熊野は鈴谷、新月、涼風、有明とラバウルへの輸送任務を実施、27日トラックへ戻った。新月は外南洋部隊増援部隊に編入され、ラバウルに残った。
6月30日、連合軍はニュージョージア諸島のレンドバ島に上陸を開始、南東方面の状勢は緊迫化した（ニュージョージア島の戦い）。7月9日、第七戦隊は南東方面部隊（指揮官草鹿任一南東方面艦隊司令長官）の指揮下に入り、外南洋部隊支援隊に編入される。
7月10日、西村司令官直率の4隻（熊野、鈴谷、有明、朝凪）はラバウルに進出した。
7月15日、第七戦隊は外南洋部隊夜戦部隊に編入される。7月16日の出撃（熊野、鈴谷、川内、雪風、浜風、夕暮、清波）は空振りに終わった。
7月20日、第七戦隊指揮下の夜襲部隊（重巡3隻《熊野、鈴谷、鳥海》、水雷戦隊《川内、雪風、浜風、夕暮、清波》）は、輸送部隊（三日月、水無月、松風）と共にコロンバンガラ島輸送のためラバウルを出撃。
だがPBYカタリナ飛行艇"ブラックキャット"に誘導されたアメリカ軍機の夜間空襲を受ける。夕暮と清波が沈没した。
熊野にはTBFアベンジャー雷撃機が投下した魚雷1本が命中。魚雷を命中させた敵機は魚雷投下後「熊野」の後部マストに翼を引っ掛けて墜落したという。
木俣滋郎によれば、魚雷ではなく反跳爆撃であるという。舵故障を起こしたため熊野は浜風に護衛されて避退した。
7月21日、旗艦が鈴谷に変更された。熊野は工作艦山彦丸の支援を受ける。7月29日、応急修理を終えた熊野は駆逐艦皐月、望月に護衛されてラバウルを出発、トラックへ回航される。
トラックに到着後、8月中は工作艦明石等の応急修理を受けた。8月28日、トラック泊地を出発。9月2日、熊野と雪風は呉に帰還した。
熊野は呉にて修理を行った。
11月3日、熊野と駆逐艦浜風は南方へ出撃した（8日、トラック泊地着）。
その後、小沢機動部隊と共にクェゼリン環礁等、中部太平洋諸島を行動する。
12月5日、トラック到着。12月7日、第七戦隊旗艦に復帰。25日までトラック泊地で待機。その後、カビエンへの輸送任務(戊三号輸送任務)に第一部隊（熊野、鈴谷、谷風、満潮）として参加する。
ちなみに、戊一号輸送任務は3隻（戦艦《大和》、駆逐艦《谷風、山雲》）による本土からトラック泊地への陸兵輸送任務、戊二号輸送任務は重巡洋艦3隻（妙高、羽黒、利根）・駆逐艦2隻（白露、藤波）によるトラック〜カビエン輸送任務、戊三号輸送任務第二部隊は、軽巡洋艦2隻（能代、大淀）・駆逐艦2隻（秋月、山雲）によるトラック〜カビエン輸送任務である。
12月26日、熊野は戦艦大和に横付けして陸兵・物資を積載すると、同日夜にトラックを出撃してカビエンに向かう。第一部隊（熊野、鈴谷、谷風、満潮）はアメリカ軍大型爆撃機に発見された事で一旦トラックに避退したのち、再出撃。29日にカビエンに到着し物資揚陸に成功すると、1944年（昭和19年）1月1日にトラック泊地に帰還した。

### 昭和19年の戦い
1944年（昭和19年）1月1日、重巡利根、筑摩が第七戦隊に編入した。1月はトラック泊地に滞在。2月1日、トラックを出発し8日にパラオへ移動。17日パラオ発、21日にリンガ泊地着。
3月1日、第一機動艦隊の第二艦隊（司令長官栗田健男中将）に編入される。23日、筑摩に将旗が移り、熊野は第二小隊5番艦となった。
3月25日、第七戦隊司令官は白石萬隆少将に交代。
4月6日、熊野は第七戦隊旗艦に復帰した。5月18日以降、熊野はタウイタウイ泊地に停泊した。
6月13日、熊野は同泊地を出撃して6月19日のマリアナ沖海戦に参加する。熊野の水上偵察機がアメリカ軍機動部隊を発見し、その位置を報告した。第七戦隊（最上のみ機動部隊乙部隊所属）は前衛艦隊（司令長官栗田健男中将）に所属し、さらに第十一群（空母《瑞鳳》、戦艦《大和》、重巡《熊野、鈴谷、利根》、駆逐艦《早波、浜波、玉波》）を編成して戦闘に臨んだ。6月19日、小沢機動部隊第一次攻撃隊を誤射。6月25日、日本本土に戻った。対空兵器などを増強。
7月8日、陸軍部隊のシンガポール輸送のため第一戦隊（大和、武蔵）等と共に呉を出撃。7月16日、シンガポールに到着し、以後はリンガ泊地で訓練に従事した。
9月27日、通信機を特積する。

### レイテ沖海戦
10月中旬、捷一号作戦に於いて第七戦隊（司令官白石万隆中将：熊野《旗艦》、鈴谷、筑摩、利根）は、第一遊撃部隊（司令長官栗田健男中将）第二部隊（司令官鈴木義尾中将）に所属してアメリカ軍と交戦する。だが激しい戦闘により第七戦隊は2隻（鈴谷、筑摩）を喪失し、熊野も大破した。経過は以下のとおりである。
レイテ湾に向け進撃中の10月23日朝、栗田艦隊はパラワン島沖でアメリカ潜水艦2隻（ダーター、デイス）に襲撃され、重巡2隻（愛宕《第二艦隊旗艦》、摩耶）が沈没、重巡1隻（高雄）が大破して駆逐艦2隻（朝霜、長波）に護衛されて離脱という被害を出した。愛宕沈没後の第一遊撃部隊指揮官栗田健男中将は第一戦隊司令官宇垣纏中将が座乗する戦艦大和（第一戦隊旗艦）に将旗を掲げた。熊野搭載の水上偵察機2号機・3号機は対潜哨戒の後、サンホセ基地に向かった。
10月24日午前10時25分、熊野水偵1号機は空襲前に退避、サンホセへ向かった。直後、シブヤン海にて栗田艦隊はアメリカ軍機動部隊（第38任務部隊）艦載機の空襲を受け、第一遊撃部隊・第二部隊（第三戦隊《金剛、榛名》、第七戦隊《熊野、鈴谷、筑摩、利根》、第十戦隊《矢矧、浦風、浜風、磯風、雪風、野分、清霜》）は旗艦金剛（指揮官鈴木義尾第三戦隊司令官）を中心とする輪形陣を形成、熊野は中心（金剛）の斜め右前方3kmに配置された。一連の戦闘により戦艦武蔵が沈没し、損傷を受けた3隻（妙高、浜風、清霜）が艦隊から離脱した。熊野には7機が襲来、爆弾1発が四番砲塔に命中するも不発であった。この対空戦闘における消費弾数は、主砲対空弾約70発、高角砲弾約200発、機銃弾約1000発と記録されている
10月25日早朝、栗田艦隊はアメリカ軍護衛空母部隊と遭遇、水上戦闘を行った（サマール島沖海戦）。午前7時18分、熊野は米駆逐艦ジョンストン（軽巡と誤認）に対し射撃を開始、距離9700mに迫った。砲撃中にTBFアベンジャー雷撃機(爆装)3機の攻撃を回避したところ、ジョンストンが発射した魚雷10本のうち1本が熊野の艦首に命中した。この海戦で熊野は艦首から約13mを喪失し、最大発揮速力14-15ノットとなって艦隊から落伍した。白石司令官は第七戦隊の指揮を一時的に則満宰次大佐（筑摩艦長）にまかせると、鈴谷への移乗を決定する。第七戦隊司令部は洋上に停止した熊野〜鈴谷間をカッターボートで移動し、8時30分以降鈴谷に中将旗を掲げた。熊野は単艦での戦場離脱を命じられた。人見艦長は11時23分に「0724魚雷1、10番フレーム附近ニ命中、25番フレームヨリ大破浸水、35番フレーム隔壁ニ補強防水確実。出シ得ル最大速力15ノット」と打電、熊野の退避航海が始まった。
損傷した熊野は単艦でコロンへの航海を行うが、その途上でも度重なるアメリカ軍機の空襲を受けた。25日正午前、日本海軍の水上機瑞雲3機と遭遇し2機から爆撃され、続いて天山艦上攻撃機1機から誤爆される。日没前、今度はアメリカ軍機約30機の空襲を受ける。零式艦上戦闘機の上空掩護もあり、大きな被害なく航行を続けた。
26日朝、単独航行中にミンドロ島南端冲で再びアメリカ軍機動部隊艦載機の空襲を受けた。この部隊は空母ハンコックから発進した戦闘機12、急降下爆撃機4、雷撃機7であった。艦中央部（煙突付近）に爆弾1発が命中（左舷艦橋下部と1番煙突に命中とも）した他、至近弾により船体に亀裂が走り機関部に浸水。航行不能となった。アメリカ軍は1000ポンド爆弾1発命中、魚雷2本命中、写真判定により沈没確実と報告した。応急修理を行い2ノットで航行を再開。再度航行不能となるも復旧（速度については5ノットとも、7ノットとも、5ノット、次いで7ノットとも、9ノット発揮が可能となったとも）し、目的地をコロンからウルガン湾へと変えた。
13時30分、駆逐艦霞と重巡足柄が合流した。目的地をコロンに戻し、夕刻、3隻はコロン湾に到着、タンカーの日栄丸に横付けして燃料を搭載した。
第七戦隊戦闘詳報は、レイテ沖海戦における本艦の損傷について『熊野は二十五日の水上戦斗に於ける被雷後出し得る速力十五節となり旗艦変更後　単独回航中数次の爆撃を受け一時航行不能に陥りしも応急処置により辛うじて十節航行可能となり　「コロン」を経て「マニラ」に回航せり。人員船体兵器機関共損傷甚だしく大修理を必要とし　当分戦斗参加の見込なし。』と報告している。また熊野水上偵察機も10月28日の時点で1機のみ健在であった。29日の報告によれば、レイテ沖海戦における熊野の戦死者は56名、重軽傷者約100名。
栗田長官は熊野に対し応急修理の上、マニラへの回航を命じ、応急修理班の輸送のため駆逐艦浜風、藤波が手配された。しかし、熊野艦長は応急班は不要と判断し、昼間空襲の懸念や速力の観点から合同を待たず、10月27日午前0時30分、単艦でコロンを出港した。護衛を命じられた駆逐艦沖波が5時に合流し、2隻は10月28日7時20分にマニラに着いた。
29日、マニラはアメリカ軍機約290機の空襲を受ける。重巡3隻（那智、青葉、熊野）は共に対空戦闘を行い、熊野に損害はなく、僚艦も那智が火災という被害に留まった。熊野側は高雄市（台湾）への回航を希望して司令部と折衝したが護衛艦の手配が付かず、高雄回航を断念し、時機を待つことにした。
その後連合艦隊司令部より、大破していた重巡洋艦青葉と共に本土回航を命じられた。
11月5日、熊野と青葉はマニラを出港し、マタ31船団（2000トン級タンカー3隻、小型貨物船3隻、海防艦2隻、駆潜艇5隻）と合流する。
平均9ノットで昼間のみ航行して台湾の高雄まで一週間の予定であった。なお、この時点で熊野は16ノット以上発揮可能であろうとされていたという。熊野達はマニラ上空にアメリカ軍機大編隊を視認したが、アメリカ軍機が船団に襲来する事はなかった。
マタ31船団は九六式陸上攻撃機や練習機の対潜警戒下のもと、夕刻にサンタクルーズ入港、青葉に対し清水の補給を行う。11月6日、サンタクルーズを出港。熊野は青葉の0.8km前方を航行していた。

### 熊野の最期
熊野は最後の1ヶ月間に魚雷6本（もしくは8本）、爆弾7発（もしくは10発）命中という被害を受けた。また乗員は本土帰還を目指して対空戦闘に応急修理にと奮闘したが帰還は果たせなかった。そこで最後の1ヶ月の被害とその応急修理を中心に詳細を記す。
- 1944年10月25日
  - 7時24-25分 - サマール沖海戦でフレッチャー級駆逐艦ジョンストンが発射した魚雷1本が艦首に命中。艦首の抵抗のため速力12ノットに低下[249]。旗艦を鈴谷に変更[249]。
  - 17時15分 - サンベルナルジノ海峡で艦載機の攻撃を受ける。至近弾により左舷缶室に浸水。
- 10月26日
  - 8時10分 - アメリカ軍機動部隊艦載機の急降下爆撃を受ける。艦橋左舷、煙突付近に3発命中し右舷缶室にも被害。一時航行不能。10ノットでコロンに向かう[249]。途中3回空襲を受けたが被害無し。
  - 18時30分 - 同日コロン到着。燃料補給後、駆逐艦沖波の護衛でマニラへ向かう[249]。
- 10月28日 7時30分、マニラ到着。特務艦隠戸に横付しマニラ第103工作部による艦首の応急修理を受けた[239]。機関部を整備し速力10ノット発揮可能[250]。
- 10月29日　アメリカ軍第38任務部隊艦載機290機によるマニラ空襲。熊野に被害はなかった。
- 11月4日 - 回航準備完了。艦首波防装置により速力18ノット可能[251]。
- 11月5日
  - 1時00分 - 重巡青葉と共にマニラを出港、マタ31船団と合同[252][241]。
  - 18時30分 - ルソン島のサンタクルーズに到着[253]。
- 11月6日
  - 7時00分 - サンタクルーズを出港[254]。船団はリンガエン湾西方でアメリカ軍の潜水艦（ブリーム・ギターロ・レイトン・レイの4隻）の攻撃を受けた[255][256]。ギターロは「カゴの中の最大のスモモ＝熊野」に魚雷9本を発射し、爆発音から3本命中を主張[255][256]。
  - 9時20分 - 左舷中部から正横約100 m海面に大爆音とともに巨大な水柱が上がり、更に続いて右後方約3000 mの陸岸に水柱が上がる[257]。熊野から魚雷航跡確認できず[258]。
  - 9時55分 - 熊野は潜望鏡を発見し、取り舵で魚雷を回避[259]。ブリーム、アメリカ軍時間8時43分に熊野に対し魚雷4本を発射、命中音2回を確認する[255][256]。
  - 10時40分 - 青葉前方に潜望鏡を発見する[260]。
  - 10時42分 -　潜望鏡を発見、魚雷6本を取舵で回避、爆雷8個を投下・2発命中により敵潜撃沈と記録[261]。アメリカ軍時刻9時43分、レイトンが魚雷6本を発射して3本の命中を確認し熊野撃沈と錯覚[255][262]。
  - 10時48分 - 15ノットで航行中[263]、魚雷4本を右舷至近距離に発見する。魚雷2本が艦首右舷および右舷機械室附近に命中[264]。右舷のバルジに幅5m、長さ10mの破孔が生じた[265]。全機関室が満水となり傾斜11度、既に13mもがれていた艦首は更に15mが脱落し、計28mを喪失した[266]。一番砲塔は前に傾き[267]、熊野の各所で浸水被害が生じた[246]。被雷位置は北緯6度11分、東経119度44分[268]。一方で熊野に魚雷4本を発射したレイは潜航退避しており、1時間後に浮上すると停止した熊野とタンカーを確認した[255]。この後、レイ（ブリームとも）は海中の峰に座礁して浸水、熊野に対する再攻撃を断念した[255][262]。熊野は1時間45分の間に23本の魚雷を発射されていた事になる[255]。
  - 10時50分 -　アメリカ軍機による空襲を懸念して自艦の魚雷1本を投棄[269]。
  - 11時00分 - 青葉は『われ曳航能力なし』と信号し、船団に続行した[270]。青葉乗組員は帽子を振って別れを告げたという[271]。2D型戦時標準貨物船道了丸（日本郵船、2,274トン）、駆潜艇18号・37号が救援のため残置された[272][273]。
  - 11時30分 - 右傾斜8度に減少[274]。道了丸に曳航を打診するも、重量差が大きいため断られる[275]。
  - 午後になり道了丸に再度打診し、リンガエン湾まで曳航することとなる。[275]
  - 14時25分 - 応急処置に成功、右傾斜11度で安定[276]。曳航作業進まず。
  - 18時30分 - 右傾斜4度、浸水量約5000トンと推定[277]。
  - 20時00分 - 道了丸による曳航成功[278][262]。
- 11月7日
  - 7時00分 - 向い潮により道了丸による曳航前進困難[249]。第18号海防艦、第26号海防艦が合流し、道了丸の補助曳航を行い、苦労しながらサンタクルーズへ向かう[279]。
  - 16時20分 - サンタクルーズ到着[280]。艦首部喪失のため、後甲板に搭載していた1.5トン錨を艦尾から投入して固定[246]。第21号掃海艇、熊野救援命令を受領[281]。
- 11月8日
  - 19時00分 - 第21号掃海艇がサンタクルーズに到着し、熊野警戒任務に就く[282]。
- 11月9日
  - 13時5分 - 第21号掃海艇、熊野の艦尾に投錨し、繋留索を接続[248][283]。
  - 19時43分 - 第21号掃海艇の走錨により第21号掃海艇の左舷に熊野が接触。熊野に被害は無かったが、第21号掃海艇の左舷45番フレーム付近が変形して浸水した他、カッター1隻が破損する[284]。
  - 復水器の破損や蒸気漏れのため台湾（高雄）到着までに必要な真水500tが不足、ドラム缶を使い川から真水を毎日30tずつ運ぶ[248]。艦首部をはじめ、損傷箇所の補強・応急修理を行う[285]。
- 11月12日 - 特設運送船慶州丸（拿捕船/大阪商船委託、671トン/旧英救難船Henry Keswick）と護衛の第20号駆潜艇が到着[286]。
- 11月15日 - 慶州丸及び第20号駆潜艇、マニラへ向け出港[287]。
- 11月16日
  - 17時12分 - 第21号掃海艇、熊野に横付けして真水の補給と重油の移載を行う[288]。
  - マニラ停泊中の特設掃海艇第21長運丸（長崎合同汽船、195トン）に、熊野の警護を行うよう命令が下った[289]
- 11月17日
  - 5時10分 - 第21長運丸、サンタクルーズ到着。警戒艇は第21長運丸に交代する[290][291]。
  - 13時5分 - 第21号掃海艇、熊野に横付けし真水の補給と重油の移載を開始[292]。
  - 24時00分 - 第21号掃海艇、マニラに向かうべく出港[293]。
- 11月19日 - F6Fヘルキャット延べ32機に機銃掃射され、戦死4名、重軽傷者19名を出す[294]。
- 11月20日 - 係留したまま試運転を行い、一軸運転に成功するも蒸気漏洩多し[295]。
- 11月21日 - 速力6ノット発揮可能になる[296]。
  - 同日 - 第七戦隊解隊[297]。熊野は利根と共に第五戦隊に編入された[298][299]。
- 11月24日 - 軽巡洋艦八十島（旧寧海級巡洋艦平海）と戦車運搬艦3隻（112号、142号、161号）に熊野の戦傷者十数名を移乗させ、マニラへの移送を依頼する[300]。
- 11月25日
  - 7時00分 - F6F十数機が来襲、警戒艇第21長運丸を攻撃して炎上させる[301]。
  - 9時00分 - アメリカ軍機約90機が来襲、八十島以下4隻を攻撃する[302]。船団は全滅し、便乗していた熊野戦傷者全員戦死[300]。
  - 12時10分 - 第21長運丸が爆沈[303]。
  - 14時30分 - 米空母タイコンデロガの艦載機（F6Fヘルキャット8、SB2Cヘルダイバー13、TBFアベンジャー9、計30機）の空襲が始まる[304]。
  - 14時40分 - 魚雷5本・爆弾4発が命中[305]。傾斜が増し、左舷へ転覆する[306]。
  - 15時15分 - 沈没[307]。脱出者はF6Fヘルキャット1機、TBFアベンジャー2機の機銃掃射を浴びた[308]。
  - 15時35分 - アメリカ軍機は去り、桟橋から派遣された内火艇やカッターボートでの救助が始まった[309]。沈没までに99名が戦死、沈没時の戦闘で熊野の人見艦長・真田副長・鳥越主計長以下399名が戦死した[248][310]。当時生存者は636名（准士官以上51名、下士官兵554名とも）であったが、490名は陸上部隊に編入されたという記録が残る[311]、その後の陸戦（マニラの戦い）で、更に497名が戦死したとされる[312][313]。

1945年（昭和20年）1月20日、熊野は除籍された。

### 戦後の慰霊
1968年（昭和43年）12月2日、観光中のダイバーがサンタクルーズに眠る熊野の船体を発見した。なお、熊野の艦内にあった約60柱の遺骨を持ち帰ったという。
1978年（昭和53年）11月19日 - 遺族など関係者の手により、呉市長迫公園（旧海軍墓地）に熊野の慰霊碑が建立された。

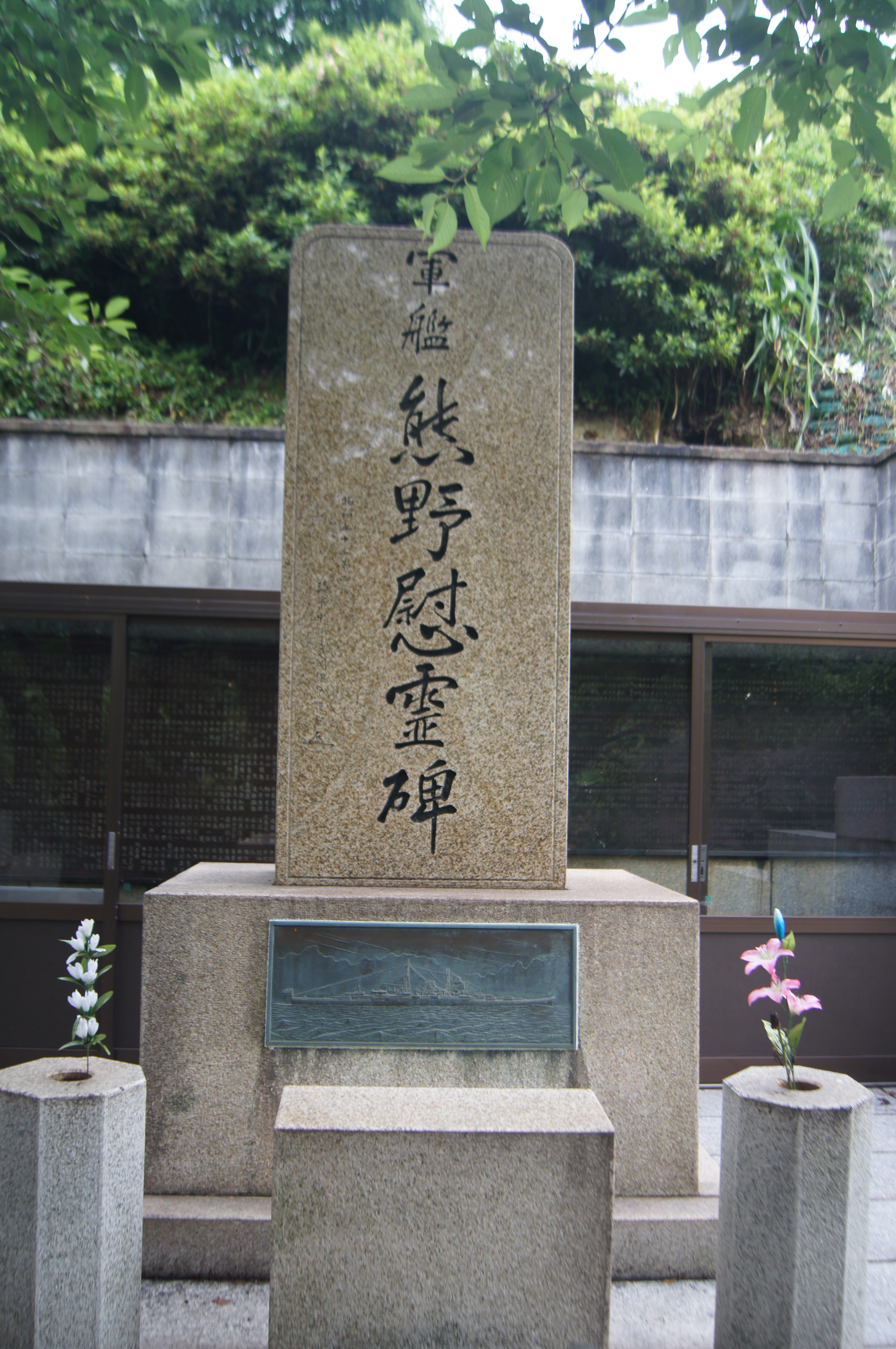
熊野の慰霊碑 （長迫公園）

## 歴代艦長
※『艦長たちの軍艦史』120-122頁、『日本海軍史』第9巻・第10巻の「将官履歴」に基づく。

### 艤装員長
1. 須賀彦次郎 大佐：1936年12月1日[316] - 1937年10月31日[317]

### 艦長
1. 西村祥治 大佐：1937年10月31日[317] - 1938年11月15日[318]
2. （兼）西村祥治 大佐：1938年11月15日[318] - 1938年12月15日[319]（本職：日向艦長）
3. 西村祥治 大佐：1938年12月15日[319] - 1939年5月18日[320]
4. 八代祐吉 大佐：1939年5月18日[320] - 1939年11月15日[321]
5. 有馬馨 大佐：1939年11月15日[321] - 1940年10月15日[322]
6. 小畑長左衛門 大佐：1940年10月15日[322] - 1941年5月24日[323]
7. 田中菊松 大佐：1941年5月24日[323] - 1943年2月17日[324]
8. 藤田俊造 大佐：1943年2月17日[324] - 1944年3月29日[325]
9. 人見錚一郎 大佐：1944年3月29日[325] - 11月25日戦死[326]（同日附で海軍少将）[327]

## 同型艦
- 最上 - 三隈 - 鈴谷